# Liste de mines au Kosovo
Voici une liste de mines situées en Kosovo, classée en fonction du type de production.

## Liste

### Bauxite
| Nom               | Coordonnées | Ville | Propriétaire           | Dates | Notes |
| mine Grebnik (en) |             | Klinë | Boxitet e Kosovës (en) |       | L'une des plus grandes mines de bauxite du Kosovo. Elle est située à Klinë, dans le district de Pejë/Peć. |

### Charbon
- mine de charbon à ciel ouvert Mirash (en)
- mine de charbon Sibovc (en)

### Or
- mine Trpeza (en)

### Magnésium
- mine Goleš (en)
- mine Strezovc (en)

### Nickel
- mine Dushkaja (en)
- mine Gllavica (en)
- mine Suke (en)

### Plomb & zinc
- mine Belo Brdo (en)
- mine Crepulje (en)
- mine Crnac (en)
- mine Drazhnje (en)
- mine Hajvalia (en)
- mine Novo Brdo (en)
- mine Stan Tërg (en)